# High Voltage (1975)
High Voltage (с англ. — «Высокое напряжение») — дебютный студийный альбом австралийской хард-рок-группы AC/DC, вышедший в Австралии 17 февраля 1975 года. Данная версия альбома издавалась только в Австралии, международное издание значительно отличается от австралийского: из оригинальной версии в международной остались только «She’s Got Balls» и «Little Lover».

## Об альбоме
Шесть из восьми песен альбома написаны соло-гитаристом группы Ангусом Янгом, его братом, ритм-гитаристом Малькольмом Янгом и вокалистом Боном Скотом. Авторами «Soul Stripper» являются Ангус и Малькольм Янг, а «Baby, Please Don’t Go» является кавер-версией песни американского блюзмена Биг Джо Уильямса. Эта композиция позднее вышла синглом. Также, вместе с «You Ain’t Got a Hold on Me», «Soul Stripper» и «Show Business», в 1984 году она вошла в мини-альбом ’74 Jailbreak. «Show Business» была выпущена на стороне Б американской версии сингла «Jailbreak». Песни «Stick Around» и «Love Song» долгое время оставались неизданными для международной аудитории, пока в 2009 году не вошли в сборник Backtracks.

## Список композиций
Слова и музыка всех песен — написаны Ангусом Янгом, Малькольмом Янгом и Боном Скоттом, если не сказано иное.
| №                   | Название                | Автор(ы)            | Длительность |
| ------------------- | ----------------------- | ------------------- | ------------ |
| 1.                  | «Baby, Please Don’t Go» | Биг Джо Уильямс     | 4:50         |
| 2.                  | «She’s Got Balls»       |                     | 4:52         |
| 3.                  | «Little Lover»          |                     | 5:40         |
| 4.                  | «Stick Around»          |                     | 4:39         |
| Общая длительность: | Общая длительность:     | Общая длительность: | 20:01        |

| №                   | Название                     | Автор(ы)            | Длительность |
| ------------------- | ---------------------------- | ------------------- | ------------ |
| 5.                  | «Soul Stripper»              | А. Янг, М. Янг      | 6:25         |
| 6.                  | «You Ain’t Got a Hold on Me» |                     | 3:31         |
| 7.                  | «Love Song (Oh Jene)»        |                     | 5:14         |
| 8.                  | «Show Business»              |                     | 4:46         |
| Общая длительность: | Общая длительность:          | Общая длительность: | 19:56        |

## Участники записи
Приведены по сведениям базы данных Discogs и по книге Мартина Попоффа AC/DC: Album by Album
AC/DC:
- Бон Скотт — вокал
- Ангус Янг — соло-гитара
- Малькольм Янг — ритм-гитара, бэк-вокал, бас-гитара, соло-гитара (в песнях 3, 5, 6 и 8)[7]
- Роб Бэйли[англ.] — бас-гитара (в нескольких песнях)
- Питер Клак[англ.] — ударные (в песне «Baby, Please Don’t Go»)

| Приглашённые музыканты: - Джордж Янг — бас-гитара, ритм-гитара, бэк-вокал - Гарри Ванда — бэк-вокал - Тони Курренти — ударные (во всех песнях, кроме «Baby, Please Don’t Go») | Технический персонал: - Джордж Янг — продюсер - Гарри Ванда — продюсер - Ричард Форд — обложка |

## Позиции в хит-парадах
| Чарт                          | Позиция |
| ----------------------------- | ------- |
| Австралия (Kent Music Report) | 7       |

## Сертификации
| Регион                                                      | Сертификация  | Продажи  |
| ----------------------------------------------------------- | ------------- | -------- |
| Австралия (ARIA)                                            | 5× Платиновый | 350 000^ |
| ^ Данные о тиражах приведены только на основе сертификации. |               |          |